# Claudina Morales
Claudina Morales Rodríguez (ur. 20 sierpnia 1965 w Puerto del Rosario) – kanaryjska polityk i samorządowiec, od 2008 przewodnicząca Koalicji Kanaryjskiej. 

## Życiorys
Z wykształcenia jest pedagogiem (ukończyła studia na Uniwersytecie w La Laguna). Od 1995 do 1999 sprawowała mandat radnej Puerto del Rosario. W 2000 została wybrana senatorem Królestwa Hiszpanii z okręgu Fuerteventura. Od 2003 do 2008 pełniła obowiązki burmistrza (alkada) miasta La Oliva. 25 października 2008 wybrano ją na przewodniczącą Koalicji Kanaryjskiej. 
W 2009 bez powodzenia kandydowała z 4 miejsca Koalicji dla Europy w wyborach do Parlamentu Europejskiego.